# Berliner Institut für Gesundheitsforschung
Das Berliner Institut für Gesundheitsforschung in der Charité, englisch Berlin Institute of Health at Charité (BIH), ist eine Wissenschaftseinrichtung für Translation und Präzisionsmedizin. Das BIH widmet sich neuen Ansätzen für Vorhersagen und Therapien bei progredienten Krankheiten, um Menschen Lebensqualität zu erhalten oder zurückzugeben. Mit translationaler Spitzenforschung und Innovationen ermöglicht das BIH eine nutzenorientierte personalisierte Gesundheitsversorgung.
Die Gründungsinstitutionen Charité – Universitätsmedizin Berlin und Max-Delbrück-Centrum für Molekulare Medizin in der Helmholtz-Gemeinschaft (MDC) waren bis 2020 eigenständige Gliedkörperschaften im BIH. Seit 2021 ist das BIH als sogenannte dritte Säule in die Charité integriert, das MDC ist privilegierter Partner des BIH.

## Geschichte
Seit Gründung des MDC 1992 arbeiten MDC und Charité in Einzel- oder Verbundprojekten zusammen. Im Juli 2011 unterzeichneten beide Einrichtungen eine Vereinbarung für die Zusammenarbeit (Memorandum of Understanding) in Form einer gemeinsamen Institution. Im November 2012 wurde die geplante Neugründung von Bund und Land Berlin öffentlich bekannt gemacht. Zwei Monate später besiegelten der Bund und das Land Berlin die Verwaltungsvereinbarung zur „Errichtung, Organisation und Finanzierung des Berliner Instituts für Gesundheitsforschung“. Am 25. März 2013 unterzeichneten die Charité – Universitätsmedizin Berlin, das Max-Delbrück-Centrum für Molekulare Medizin, das Bundesministerium für Bildung und Forschung, die Senatsverwaltung für Bildung, Jugend und Wissenschaft Berlin sowie die Helmholtz-Gemeinschaft Deutscher Forschungszentren den Gründungsvertrag. Das Institut wurde als Innen-GbR gegründet. Seit 23. April 2015 ist es eine rechtsfähige und eigenständige Körperschaft des öffentlichen Rechts (§ 1 BIGG).
Mit dem Institut wurden erstmals in Deutschland eine Einrichtung der Universitätsmedizin und eine außeruniversitäre Forschungseinrichtung in einer eigenen Institution (Körperschaft des öffentlichen Rechts) zusammengeführt. Beide Institutionen, Charité und MDC, blieben bis 2020 eigenständige Gliedkörperschaften.
Das Berlin Institute of Health at Charité (BIH) wurde am 1. Januar 2021 als Translationsforschungsbereich Teil der Charité, das MDC ist privilegierter Partner des BIH.

## Organisation

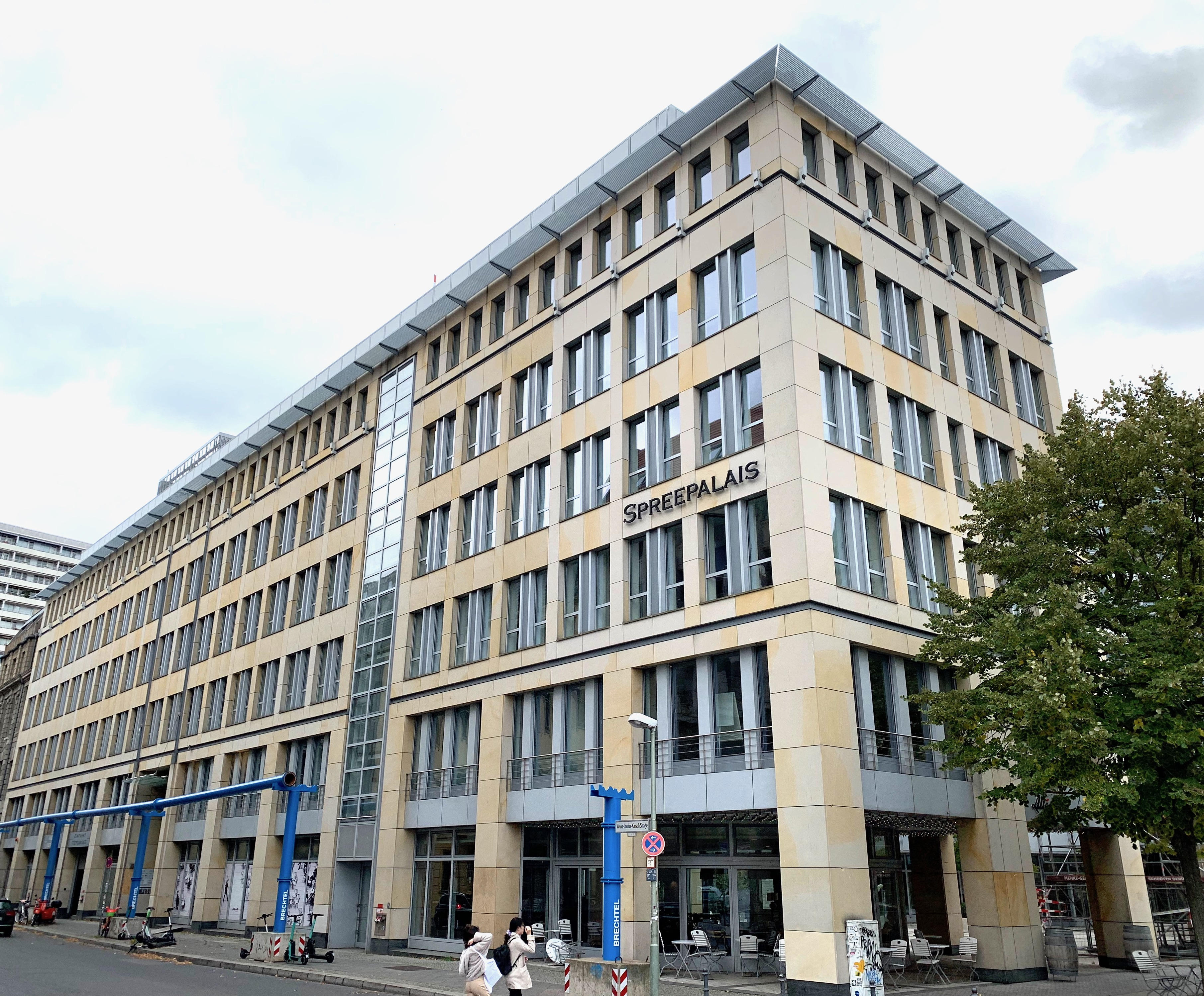
Spreepalais, Sitz des Instituts

Das Berlin Institute of Health at Charité (BIH) wird von einem Direktorium geleitet. Es ist für die strategische Planung und Umsetzung des Forschungsprogramms verantwortlich. Das Direktorium besteht aus:
- Christopher Baum (Vorsitzender des Direktoriums des BIH in der Charité und Vorstand des Translationsforschungsbereiches der Charité)
- Doris Meder (Administrative Direktorin des BIH in der Charité)[5]

Die Geschäftsstelle mit Sitz in Berlin-Mitte unterstützt das Direktorium bei der Planung und Umsetzung der Strategie und des Forschungsprogramms. Ein Aufsichtsrat überwacht als oberstes Gremium alle Aktivitäten des Instituts. Er ist für Beschlüsse mit weitreichender Relevanz verantwortlich (z. B. Wirtschaftsplan, strategische Planung, Berufungsplanungen und Großinvestitionen). Ein wissenschaftlicher Beirat berät das Direktorium und den Aufsichtsrat zu wissenschaftlich-strategischen Fragestellungen. Mitglieder des Beirats sind internationale Experten für translationale Forschung und Systemmedizin.

## Forschung
Das wissenschaftliche Konzept des Berlin Institute of Health umfasst fünf zentrale Ziele:
- Stärkung systemmedizinischer Forschung
- Etablierung translationaler Organisationseinheiten
- Auf- und Ausbau von Infrastrukturen und Technologieplattformen
- Entwicklung neuer Karrierewege (Nachwuchsförderung)
- Rekrutierung international herausragender Wissenschaftler

## Translationale Organisationseinheiten
Um für die patientenorientierte Forschung und klinische Studien hervorragende Rahmenbedingungen zu schaffen, wird am Institut standortübergreifend eine Clinical Research Unit (CRU) an den Charité-Standorten Berlin-Buch, Benjamin Franklin, Berlin-Mitte und Virchow-Klinikum etabliert. Dort arbeiten Personen mit wissenschaftlicher und medizinischer Expertise von der Grundlagenforschung bis zu ersten klinischen Studien gemeinsam. Die CRU vereint Labore und Behandlungsplätze an einem Ort. Gleichzeitig ist sie vom regulären ambulanten und stationären Klinikbereich getrennt. Hier werden Personen im Rahmen von forschungsinitiierten klinischen oder experimentellen Studien außerhalb der Regelversorgung betreut.

## Forschungsinfrastruktur
Das Berlin Institute of Health at Charité (BIH) baut Infrastrukturen und Technologieplattformen (Core Facilities) sowohl im experimentellen als auch klinischen Bereich auf, um die technologischen Voraussetzungen für eine systemmedizinisch orientierte, kooperative Forschung zu schaffen.
Die Omics-Plattform des Instituts ist auf Hochdurchsatz-Technologien und die Bearbeitung und Analyse klinischer Proben spezialisiert. Es entstehen ein Genomics Center mit moderner Geräteausstattung für Next-Generation-Sequencing sowie eine Proteomics- und eine Metabolomics-Einheit, ausgestattet mit neuesten Massenspektrometern. Die notwendige bioinformatorische Expertise zur Auswertung der systemmedizinischen und klinischen Daten wird unter dem Dach des BIH Center of Bioinformatics etabliert. Die für das wissenschaftliche Rechnen notwendigen Rechenkapazitäten werden in einem eigenen Rechenzentrum auf dem Campus Buch untergebracht. An weiteren Technologieplattformen sind Service-Einheiten etabliert und werden eigene Forschungsarbeiten durchgeführt, beispielsweise Stammzellen, medizinische bildgebende Verfahren, transgene Techniken und Chemische Biologie (in Kooperation mit dem Leibniz-Institut für Molekulare Pharmakologie).

## Nachwuchsförderung
Im Berlin Institute of Health at Charité (BIH) wird eine neue Generation von translational orientierten Wissenschaftlern ausgebildet. Diese Aus- und Fortbildungsprogramme sind unter dem Dach der BIH Biomedical Academy vereint. Das Spektrum der Aktivitäten umfasst sowohl Stipendien/Förderungen als auch Trainingsangebote für Studierende, Doktoranden, Postdocs und Weiterbildungen für fachärztliches Personal.

## Finanzierung
Die Finanzierung des Berlin Institute of Health at Charité (BIH) erfolgt im Verhältnis 90:10 (Bund:Land). Mit einer privaten Exzellenzinitiative unterstützt zudem die Unternehmerin und Stifterin der Stiftung Charité, Johanna Quandt, den Aufbau des Instituts mit insgesamt bis zu 40 Millionen Euro. Diese Fördermittel werden von der Stiftung Charité verwaltet.